# زنان مدافع حقوق بشر

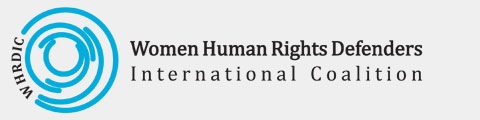
این لوگوی ائتلاف بین‌المللی زنان مدافع حقوق بشر می‌باشد و در برگیرنده گردهمایی و بحث در مورد موضوعات مشکل ساز حقوق بشر برای همه است.

زنان مدافع حقوق بشر (انگلیسی: Women human rights defenders) تشکل رسمی شناخته شده توسط سازمان ملل هستند که از حقوق بشردفاع می‌کنند و مدافعان همه جنسیت‌ها بوده و از حقوق زنان و حقوق جنسی و جنسیتی آنها دفاع می‌کنند. فعالیت این زنان و چالش‌هایی که با آن روبرو می‌باشند با قطعنامه سازمان ملل متحد در ۲۰۱۳ به رسمیت شناخته شد که خواستار حمایت ویژه از زنان فعال حقوق بشر است.
زنان مدافع حقوق بشر، از جمله می‌توانند زنان بومی باشند که برای حقوق جامعه خود مبارزه می‌کنند، یا زنان مدافع حقوق بشر علیه شکنجه، یا مبارزه برای حقوق ال‌جی‌بی‌تی، یا یک گروه مدافع حقوق کارگران جنسی، یا یک مرد که برای حقوق جنسی و باروری مبارزه می‌کند.
مانند سایر مدافعان حقوق بشر، زنان مدافع حقوق بشر نیز می‌توانند هدف حملات قرار گیرند زیرا آنها خواستار تحقق حقوق بشر هستند. آنها با حملاتی مانند تبعیض، حمله، تهدید و خشونت در جوامع خود مواجه هستند. با این حال، زنان مدافع حقوق بشر بر اساس اینکه چه کسی هستند و حقوق خاصی که از آنها دفاع می‌کنند، طبعاً با موانع بیشتری روبرو هستند. این بدان معناست که آنها فقط به این دلیل که زن هستند با موانع مواجه هستند، افراد دگرباشان جنسی یا به دلیل هم‌ذات پنداری با مبارزاتشان مورد هدف قرار می‌گیرند. آنها همچنین با موانع اضافی مرتبط با تبعیض و نابرابری سیستماتیک و به دلیل اینکه قدرت مردسالارانه و هنجارهای اجتماعی را به چالش می‌کشند یا به نظر چالش‌برانگیز می‌رسند، روبرو می‌باشند. آنها بیشتر در معرض خطر مواجهه با خشونت مبتنی بر جنسیت در خانه، اجتماع و تهدیدات جنسی، زن‌ستیزی، ترس از همجنس، خطرات ناشی از ترس، لکه‌دار کردن و بدنام کردن و همچنین محرومیت از منابع و قدرت هستند.
روز جهانی مدافعان حقوق بشر زنان از سال ۲۰۰۶ هر سال در ۲۹ نوامبر جشن گرفته می‌شود.

## تعدادی از زنان مدافع حقوق بشر معاصر
- مورنا اررا (السالوادور)
- استلا دو کارلوتو (آرژانتین)
- آئورا لولیتا چاوز ایکساکیک (گواتمالا)
- ماکسیما آکونیا (پرو)
- شین جیراردی (ونزوئلا)
- سونیا پیر (هائیتی)
- سو چانگلان (چین)
- لیلا دی لیما (فیلیپین)
- آنگخانا نیلاپایجیت (تایلند)
- حنا جیلانی (پاکستان)
- عزه سلیمان (مصر)
- نرگس محمدی (ایران)
- لجین الهذلول (عربستان سعودی)
- کاتانا گجه بوکورو (جمهوری دموکراتیک کنگو)
- سالیماتا لام (موریتانی)
- دالفین جیرایبی (چاد)
- لیدیا فوی (ایرلند)
- ماریان ساکس (هلند)
- آنینا سیوکیو (فرانسه/رومانی)
- آنا موکروسوا (اوکراین)
- چونتیچا جائن‌گراو (تایلند)
- هورتنس لوژ (بورکینافاسو)
- کویفاباترلی (ایرلند)
- جرالدین چاکون (ونزوئلا)
- مارفا رابکوا (روسیه)

### برخی از زنان مدافع حقوق بشر (کشته‌شده)
برخی از زنان فعال حقوق بشر که در سال‌های اخیر به دلیل فعالیت‌های حقوق بشری کشته شدند.
- هانده کادر (ترکیه)
- سلوی بوقعیقیص (لیبی)
- برتا کاسیریس (هندوراس)
- پرانی بونرات (تایلند)[۸]
- مونتا چوکائو (تایلند)
- ماریلی فرانکو (برزیل)
- میروسلاوا بریچ (مکزیک)
- جورج تیلر (ایالات متحده آمریکا)
- گاوری لانکش (هند)
- خولهاز مانان (بنگلادش)
- نوکسولو نوگوازا (آفریقای جنوبی)
- دیوید کاتو (اوگاندا)
- ناتالیا استمیرووا (روسیه)
- هانده کادر (ترکیه)
- سلوی بقعه قیس (لیبی)
- الماس المان (سومالی/کانادا)
- الیزابت ابراهیم اکارو (کنیا)
- جوآنا استاچبری (کنیا)